# Mauritánia vasúti közlekedése
Mauritánia vasúthálózata mindössze egy 728 km hosszú, normál nyomtávolságú, nem villamosított vasútvonalból áll, melyen vasércet szállítanak az ország belsejéből a Cansadóban található kikötőbe. A vasútvonal 1963-ban nyílt meg, és az állami bányásztársaság, a Société Nationale Industrielle et Minière (National Mining and Industrial Company, SNIM) üzemelteti.

## Teherszállítás
Guelb El Rhein bányáiból és  M'Haoudat bányáiból 2,5 km hosszú tehervonatok közlekednek rendszeresen a Cansadóban található kikötőkbe. A vonatokat 3-4 EMD gyártású dízelmozdony vontatja évente 16,6 millió tonna ércet elszállítva. Ezek a 22 ezer tonnás vonatok a világ legnehezebb és leghosszabb tehervonatai.

## Személyszállítás
Az országban nem közlekednek személyszállító vonatok, azonban a tehervonatok néha személykocsikat is továbbítanak. A helyiek gyakran utaznak a teherkocsik tetején is. A személyszállító szolgáltatást a bányavállalat leányvállalata, a Société d'assainissement, de travaux, de transport et de maintenance üzemelteti.

## Choum
A város Mauritánia és Nyugat-Szahara határán található. Az 1960-as évek elején, amikor a francia gyarmati hatóságok Zouérat-ban elkezdték feltárni a vasércet, a vasút nyomvonalával meg akarták kerülni a város szomszédságában a sziklás hegyeket. A kedvezőbb irány Nyugat-Szaharán vezetett volna át, ami akkor spanyol gyarmat volt, de a két európai állam nem tudott a nyomvonalon megegyezni.
A franciák inkább a tömör gránitba két kilométernyi alagutat véstek, és így francia területen sikerült elvezetniük a síneket. Az alagút hivatalosan a "tunnel de Choum" nevet kapta.
A helyzet abszurditását fokozza, hogy miután 1975-ben Spanyolország lemondott Nyugat-Szaharáról, annak déli része mauritániai felügyelet alá került, és a borsos pénzekből épült alagutat kiváltották a sivatagi, a kvázi-határon áthaladó szakasszal.
Az üres és elhagyott alagút azóta a nem túl hízelgő „monument to European stupidity in Africa” (az európai hülyeség emlékműve Afrikában) névre hallgat.

## Vasúti kapcsolata más országokkal
- Algéria - nincs, azonos nyomtávolság
- Nyugat-Szahara - a mauritániai vasút egy rövid szakasza Choum-nál áthalad az országon
- Mali - nincs
- Szenegál - nincs